# Mimostrangalia kurosawai
Mimostrangalia kurosawai är en skalbaggsart som först beskrevs av Hayashi 1966.  Mimostrangalia kurosawai ingår i släktet Mimostrangalia och familjen långhorningar.
Artens utbredningsområde är Taiwan. Inga underarter finns listade i Catalogue of Life.